# Distrikt Pilchaca
Der Distrikt Pilchaca liegt in der Provinz Huancavelica in der Region Huancavelica im Südwesten von Zentral-Peru. Der Distrikt wurde am 16. August 1920 gegründet. Er besitzt eine Fläche von 39,7 km². Beim Zensus 2017 wurden 524 Einwohner gezählt. Im Jahr 1993 lag die Einwohnerzahl bei 876, im Jahr 2007 bei 626. Sitz der Distriktverwaltung ist die 3584 m hoch gelegene Ortschaft Pilchaca mit 356 Einwohnern (Stand 2017). Pilchaca befindet sich 44 km nordnordwestlich der Provinz- und Regionshauptstadt Huancavelica.

## Geographische Lage
Der Distrikt Pilchaca liegt im ariden Andenhochland im äußersten Norden der Provinz Huancavelica. Der Distrikt liegt am rechten Flussufer des nach Osten strömenden Río Mantaro unterhalb der Einmündung des Río Vilca.
Der Distrikt Pilchaca grenzt im Südwesten an den Distrikt Moya, im Norden an die Distrikte Ñahuimpuquio und Acostambo (beide in der Provinz Tayacaja) sowie im Osten und im Südosten an den Distrikt Cuenca.